# Лазаревка (Черниговская область)
Лазаревка (укр. Лазарівка) — село в Менском районе Черниговской области Украины. Население 26 человек. Занимает площадь 0,18 км².
Код КОАТУУ: 7423088503. Почтовый индекс: 15661. Телефонный код: +380 4644.

## Власть
Орган местного самоуправления — Стольненский сельский совет. Почтовый адрес: 15661, Черниговская обл., Менский р-н, с. Стольное, ул. Ленина, 10.